# San Rafael (Poás)
San Rafael è un distretto della Costa Rica facente parte del cantone di Poás, nella provincia di Alajuela.
San Rafael comprende 8 rioni (barrios):
- Calle Liles
- Calle Sitio
- Calle Solís y Churuca
- Cristo Rey
- Guatusa
- Ratoncillal
- San Rafael
- Santa Rosa